# Отары (Воротынский район)
Отары  — деревня в Воротынском районе Нижегородской области, центр одноимённого сельсовета.

## Географическое положение
Село Отары расположено в 10 км к северо-востоку от Воротынца. С районным центром связано автодорогой Воротынец — Осинки — Отары. До паромной переправы Васильсурск — Лысая Гора расстояние 5 км. Расстояние до берега в устье Суры 2,5 км. Рядом с селом находится озеро Лоханное.